# Конотоп
Коното́п (МФА: [kon̪oˈt̪ɔp] ( прослухати) ) — місто в Україні, адміністративний центр Конотопського району та Конотопської міської громади Сумської області.
Розташований на річці Єзуч, притоці Сейму, у північній частині України, на заході Сумщини за 131 км від обласного центру. Населення — 68 тисяч осіб (2025), за цим показником посідає 48 місце в Україні.
Історичне населене місце, один з історичних центрів Посем'я та Сіверщини, друге за значенням і населенням місто Сумщини.

## Загальні відомості
Конотоп — середньовелике місто за кількістю населення, регіональний промисловий центр.
В історичному контексті місто відоме передусім завдяки Конотопській битві 27—29 червня 1659 року — основній і переломній події московсько-козацької війни та важливому епізодові Руїни, а в культурному — завдяки видатній повісті Григорія Квітки-Основ'яненка «Конотопська відьма».
Стабільно працюють підприємства: ТзОВ «Конотопський завод „Мотордеталь“», продукція якого експортується до Німеччини, Італії, Польщі, Болгарії, В'єтнаму; Конотопський вагоноремонтний завод (КВРЗ), ПАТ «Конотопський арматурний завод» — єдине підприємство в Україні, що випускає сталеву арматуру високого тиску і нафтопромислове обладнання; ДП «Авіакон», ТДВ «Конотопм'ясо», Конотопський молокозавод і Конотопський хлібокомбінат. Загалом працюють понад 20 підприємств, зареєстровано 640 малих підприємств. У місті — 16 шкіл та інтернатів, 9 позашкільних закладів, 2 заклади вищої освіти та 3 заклади середньої освіти, 7 клубних установ, 5 бібліотек, палац культури, 2 будинки культури, міський краєзнавчий музей ім. О. М. Лазаревського, міський музей авіації, музей-садиба генерала М. І. Драгомирова. Діє єпархіальне управління УПЦ (МП).
Раніше працювали ВАТ «НВО „Червоний металіст“», у складі якого діяв науково-дослідний інститут «Автоматвуглерудпром»; ВАТ «Конотопська швейна фабрика „Силует“», яка співпрацювала з американськими та канадськими фірмами.

## Назва
Слово коното́п позначає місце, де топнуть коні, себто будь-яку болотисту, топку та непроїзну місцину. Очевидно, саме слово походить від конструкції «коні топнуть», перетвореної на іменник за допомоги словотвірного способу основоскладання. Конотоп — поширений слов'янський топонім; населені пункти з такою назвою існують не тільки на теренах України, а й у Польщі, Білорусі та Росії. Паралельно в українській мові, зокрема в діаспорі, зустрічається форма Коноті́п, що була поширена за чинності харківського правопису. Крім того, у діалектах конотопом також позначають трав'янисту рослину спориш звичайний.
Деякі історики вважають, що Конотоп як населене місце існував ще до монголо-татарської навали. За легендою, під час переходу татарської кінноти в цих місцях у непролазних болотах загинуло багато коней і вершників, тому й місцевість стала називатись конотопом — болотистим місцем або кінським бродом, де тонули коні.
Інша легенда розповідає про випадок із царицею, чиї карета й ескорт загрузли в багнистій місцевості. Царицю врятували, але скарби й охорона потонули. Вибравшись, вона промовила: «Що це за місце таке, де коні топнуть»? Звідси й пішла назва — Конотоп. Третя легенда повідомляє, що назва міста походить від річки Конотопка, що тече через поселення. Повз нього часто проїжджали кочівники, які дали йому назву Конотоп за найменуванням річки.

## Фізико-географічна характеристика

### Розташування, рельєф і геологічна будова
Місто розташовано на північному сході України в межах Придніпровської низовини, у лівобережній частині країни, на межі Полісся й лісостепу, по обидва береги Єзучу в його середній течії. За 12 км на північ річка Єзуч впадає в Сейм. Містом також тече річка Липка, а поряд із містом ще й річка Куколка. На цих річках є кілька загат. Площа міста становить 43,78 км².
За фізико-географічним районуванням Конотоп належить до Північнополтавської височинної області Лівобережно-Дніпровської лісостепової провінції лісостепової зони. Геоструктурно Конотоп розташований на північно-східному схилі Дніпровсько-Донецької западини. Поверхня — низовинна лесова рівнина, плоска, пологохвиляста, розтинована прохідними долинами, ярами та балками; складена переважно дніпровською мореною, над- і підморенними водно-льодовиковими піщано-суглинистими утвореннями. Переважають лісостепові борові ландшафти та височинні в поєднанні з лучно-степовими низовинними. Породи палеогену представлені пісками, пісковиками та мергелями. Ґрунти — сірі лісові, опідзолені, чорноземи. Кадастровий бал ґрунтів у середньому становить 64 бали.
Конотоп адміністративно межує із селищем Садове на північному заході, із селом Раки на північному сході, із селами Підлипне та Привокзальне на півдні, із селом Попівка на заході. Крізь місто пролягають регіональні автомобільні дороги Р60, Р61, територіальні автомобільні дороги Т 1910, Т 1925 і залізниця, станція Конотоп та зупинний пункт Залізобетонний. За 28 км від міста пролягає міжнародний автошлях E101М02 (Київ—Москва) та E381. Відстань до облцентру становить 131 км (автошлях Р61).

### Клімат
За даними спостережень на метеорологічній станції «Конотоп», клімат міста — помірно-континентальний. Середня багаторічна (1991—2020 рр.) температура повітря становить 8,0 °C. Найхолодніший місяць — січень, середня температура якого становить мінус 4,5 °C, Найтепліший місяць — липень (20,7 °C). Протягом періоду спостережень найнижча температура січня (мінус 16,6 °C) спостерігалася в 1963 р., найвища (плюс 0,3 °C) у 2020 р. Найнижча температура липня (16,6 °C) була в 1935 р., найвища (24,8°C) — у 2010 р. Абсолютний мінімум температури (мінус 35,7 °C) спостерігався 10 січня 1940 р., абсолютний максимум (39,0 °C) — 9 серпня 2010 р. Протягом періоду спостережень температура повітря підвищилася щонайменше на 2 °C. Найтеплішим виявився 2024 р.
Середня багаторічна кількість опадів — 569 мм. Найменше (37 мм) їх випадає у березні, найбільше (68 мм) — у липні. Середня кількість днів з опадами — 150.
Взимку в Конотопі утворюється сніговий покрив, середня тривалість його залягання — 99 діб. Максимальна висота снігового покриву (в середньому 12 см) спостерігається в лютому. Максимальна зафіксована висота — 64 см.
Найбільшу повторюваність мають вітри із заходу, найменшу — північного заходу. Проте відмінність порівняно невелика. Швидкість вітру загалом невелика — в середньому 2,0 м/с. Найбільша вона в березні, найменша — у серпні.
Середня багаторічна хмарність — 6,8 бали, найменша вона (5,1 бали) у серпні, найбільша (8,4 бали) — у грудні.

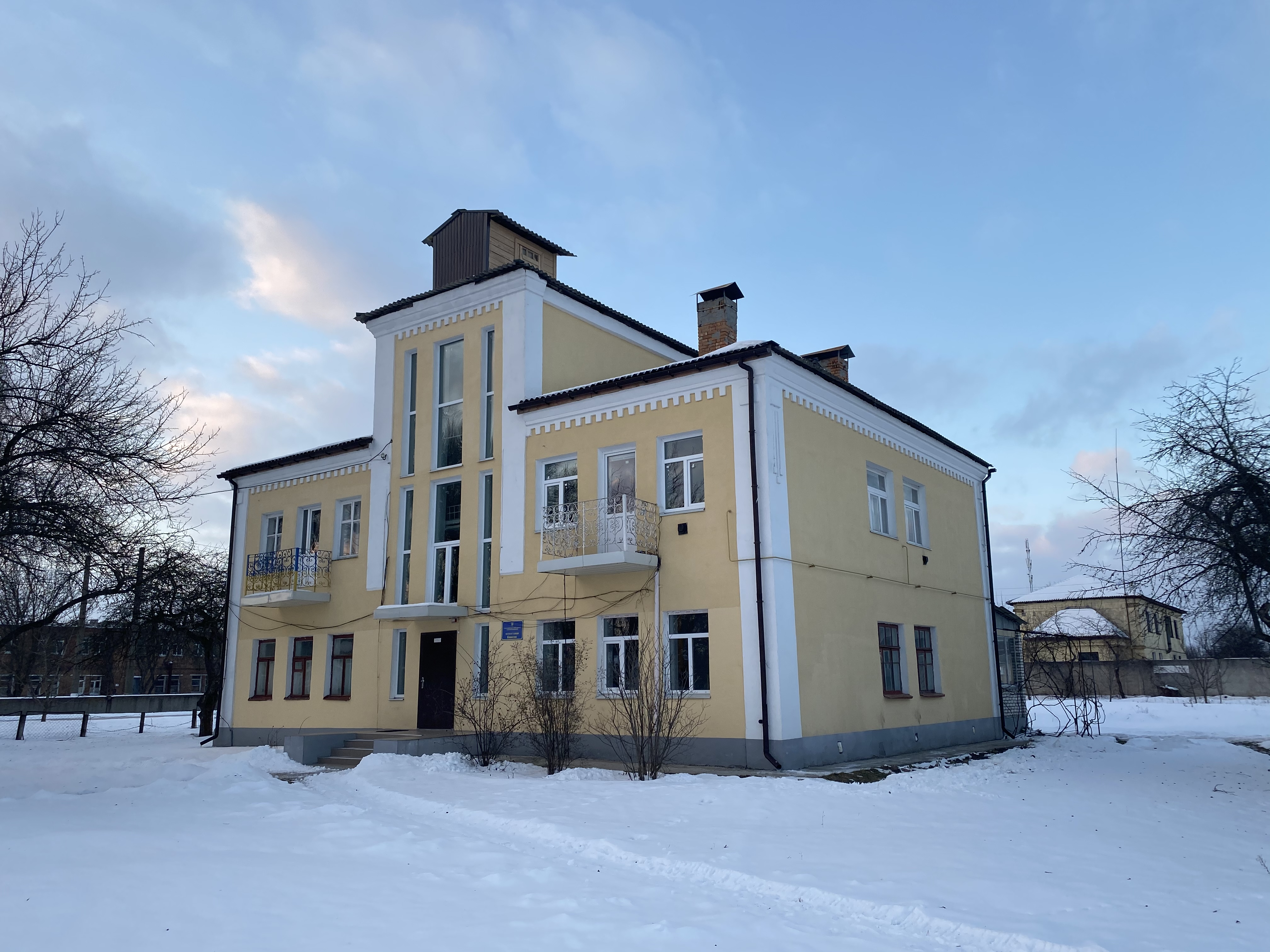
Будівля Конотопської метеостанції

Спостереження за метеорологічним параметрами виконуються на метеорологічній станції «Конотоп», що розташована в західній частині міста за адресою вул. Успенсько-Троїцька, 104. Метеостанція була створена 1893 року і є найстарішою на Сумщині.
| Клімат Конотопа                                     | Клімат Конотопа | Клімат Конотопа | Клімат Конотопа | Клімат Конотопа | Клімат Конотопа | Клімат Конотопа | Клімат Конотопа | Клімат Конотопа | Клімат Конотопа | Клімат Конотопа | Клімат Конотопа | Клімат Конотопа | Клімат Конотопа |
| Показник                                            | Січ.            | Лют.            | Бер.            | Квіт.           | Трав.           | Черв.           | Лип.            | Серп.           | Вер.            | Жовт.           | Лист.           | Груд.           | Рік             |
| Абсолютний максимум, °C                             | 8,4             | 14,0            | 22,0            | 29,9            | 33,1            | 36,1            | 35,9            | 39,0            | 35,0            | 27,2            | 18,8            | 12,6            | 39,0            |
| Середній максимум, °C                               | −2,3            | −1,6            | 4,1             | 13,4            | 20,5            | 23,5            | 25,5            | 24,7            | 18,4            | 11,4            | 3,4             | −1,3            | 11,6            |
| Середня температура, °C                             | −4,8            | −4,6            | 0,5             | 8,5             | 14,9            | 18,3            | 20,1            | 18,9            | 13,2            | 7,2             | 0,7             | −3,6            | 7,4             |
| Середній мінімум, °C                                | −7,3            | −7,4            | −2,8            | 4,0             | 9,5             | 13,2            | 14,9            | 13,5            | 8,7             | 3,6             | −1,4            | −5,9            | 3,6             |
| Абсолютний мінімум, °C                              | −32,9           | −32,2           | −26,1           | −16,1           | −3,7            | 2,8             | 6,1             | 3,8             | −4,1            | −9,2            | −22,8           | −28,9           | −32,9           |
| Норма опадів, мм                                    | 39              | 39              | 34              | 41              | 47              | 67              | 75              | 56              | 54              | 44              | 43              | 41              | 580             |
| Днів з опадами                                      | 19              | 16              | 14              | 12              | 10              | 12              | 11              | 8               | 10              | 12              | 18              | 21              | 163             |
| Днів з дощем                                        | 8               | 8               | 8               | 12              | 13              | 15              | 14              | 11              | 14              | 13              | 13              | 10              | 139             |
| Вологість повітря, %                                | 84              | 82              | 77              | 67              | 64              | 64              | 71              | 71              | 77              | 81              | 86              | 86              | 76              |
| --------------------------------------------------- | --------------- | --------------- | --------------- | --------------- | --------------- | --------------- | --------------- | --------------- | --------------- | --------------- | --------------- | --------------- | --------------- |
| Джерело: Weatherbase (англ.) Погода і клімат (рос.) |                 |                 |                 |                 |                 |                 |                 |                 |                 |                 |                 |                 |                 |

| Клімат Конотопа за 2008—2018 рр.         | Клімат Конотопа за 2008—2018 рр. | Клімат Конотопа за 2008—2018 рр. | Клімат Конотопа за 2008—2018 рр. | Клімат Конотопа за 2008—2018 рр. | Клімат Конотопа за 2008—2018 рр. | Клімат Конотопа за 2008—2018 рр. | Клімат Конотопа за 2008—2018 рр. | Клімат Конотопа за 2008—2018 рр. | Клімат Конотопа за 2008—2018 рр. | Клімат Конотопа за 2008—2018 рр. | Клімат Конотопа за 2008—2018 рр. | Клімат Конотопа за 2008—2018 рр. | Клімат Конотопа за 2008—2018 рр. |
| Показник                                 | Січ.                             | Лют.                             | Бер.                             | Квіт.                            | Трав.                            | Черв.                            | Лип.                             | Серп.                            | Вер.                             | Жовт.                            | Лист.                            | Груд.                            | Рік                              |
| Середній максимум, °C                    | −3,6                             | −1,3                             | 4,9                              | 15,2                             | 22,7                             | 25,2                             | 27,1                             | 26,6                             | 20,6                             | 11,5                             | 5,0                              | −0,5                             | 12,8                             |
| Середня температура, °C                  | −5,7                             | −3,9                             | 1,2                              | 9,9                              | 16,6                             | 19,7                             | 21,6                             | 20,5                             | 15,2                             | 7,5                              | 3,0                              | −2,2                             | 8,6                              |
| Середній мінімум, °C                     | −7,8                             | −6,5                             | −2,6                             | 4,7                              | 10,6                             | 14,2                             | 16,1                             | 14,4                             | 9,8                              | 3,5                              | 0,9                              | −3,9                             | 4,5                              |
| ---------------------------------------- | -------------------------------- | -------------------------------- | -------------------------------- | -------------------------------- | -------------------------------- | -------------------------------- | -------------------------------- | -------------------------------- | -------------------------------- | -------------------------------- | -------------------------------- | -------------------------------- | -------------------------------- |
| Джерело: www.weatheronline.co.uk (англ.) |                                  |                                  |                                  |                                  |                                  |                                  |                                  |                                  |                                  |                                  |                                  |                                  |                                  |

### Парки та сквери
У середмісті, між проспектом Миру, вулицями Братів Лузанів, Успенсько-Троїцькою та Шевченка розташований Центральний парк культури та відпочинку. Біля залізничного вокзалу, між вулицями Свободи, Клубною, Євгена Коновальця та Прорізною розташований Парк Свободи (кол. Луначарського), за вулицею Петра Сагайдачного — сквер Сарнавський. На площі Миру знаходиться однойменний сквер. За вулицею Садовою розташований сквер Бориса Олійника; також існують сквер Слави (біля меморіалу Слави), сквер Конотопської битви, сквер воїнів-афганців, сквер авіаторів тощо.
Крім того, у північно-східній частині є дендропарк Конотопського лісгоспу площею 1 га, розташований за вулицею Путивльською, 97.

## Історія

### Рання історія та заснування
Точний рік появи Конотопа й досі невідомий, однак конотопський краєзнавець Іван Лисий припускав, що раніше на місці Конотопа існувало літописне місто Липовицьк, що було центром однойменного князівства. Крім того, археологічні дослідження 1997—1998 років допускають можливість існування тут поселення доби Чернігівського князівства.
Після занепаду Русі землі Конотопщини в XVI столітті перебували у складі Великого князівства Литовського, а внаслідок Люблінської унії 1569 року перейшли до володінь польської корони. У жовтні 1634 року в документах уперше згадується Конотоп: король Речі Посполитої Владислав IV Ваза надав землевласнику Миколі Цетисову та його нащадкам у володіння землі під Конотопом, Городищем, Єзучем.
Прикордонні суперечки тривали до 1637 року. Московія наполягала на приналежності конотопських земель до Путивльського повіту, тому кордон у районі Конотопа не визначився. Річ Посполита за цей час збудувала укріплення на злитті двох річок — Єзуча та Конотопки.
1640 року укріплення за розпорядженням новгород-сіверського старости було перебудовано в доволі міцну фортецю. Вона мала чотирикутну форму, вали й укріплені деревом стіни. Довжина кожної зі стін фортеці становила приблизно 100 сажнів. До фортеці вело три брами.

### Козацька доба

План Конотопа, кінець XVII — початок XVIII ст.

У роки Хмельниччини 1648—1654 рр. Конотоп стає сотенним містечком.
Коли польська шляхта, отримавши право повертатися у свої маєтки внаслідок Білоцерківського договору 1651 року, з'явилася біля стін укріплення, конотопці залишили місто і пішли до Путивля, де московська адміністрація надавала втікачам землі для заселення. 1652 року внаслідок перемоги військ Богдана Хмельницького під Батогом Україною прогриміла низка антипольських повстань, долучившись до яких конотопці вигнали шляхту з міста.
Розпочинається московсько-українська війна 1658—1659. 21 квітня 1659 року розпочалася облога Конотопа, у якому оборонялись козаки на чолі з полковником Г. Гуляницьким. 27 червня 1659 року на допомогу містові прийшов гетьман Іван Виговський з військом, а 28 червня відбулася славнозвісна Конотопська битва, у якій козацьке військо вщент розгромило армію московитів.
У січні 1664 року польська армія короля Яна II Казимира захопила та розорила Конотоп. На той момент містечко було обнесене земляним валом і поділене на три частини: «велике місто», «мале місто» і панський двір.
17 червня 1672 року в селі Козацьке неподалік від міста відбулася козацька рада, яка обрала гетьманом Лівобережної України генерального суддю Івана Самойловича. Було прийнято та підписано договірні умови, які одержали назву Конотопські статті. Відтоді на конотопські землі почали переселятися вихідці з Правобережної України.

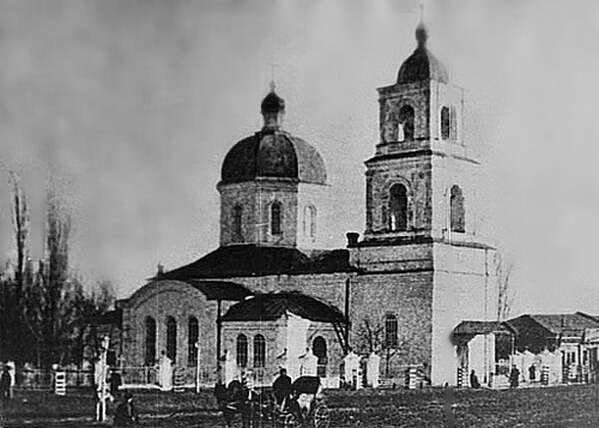
Собор Різдва Богородиці (1732—1739 рр.) — колись найголовніша пам'ятка міста

16 листопада 1708 року козаки Великого та Малого Самборів разом із конотопською сотнею розбили поблизу Конотопа шведський загін генерала Лінрота, ад'ютанта Карла XII. За правління гетьмана Кирила Розумовського Конотоп належав до рангових маєтностей генерального обозного Кочубея.

### У складі Російської імперії
Протягом багаторічної історії Конотопщини її межі багаторазово змінювалися внаслідок адміністративних реформ. Спочатку Конотопщина увійшла до складу Новгород-Сіверського намісництва, а 1791 року — до Чернігівської губернії. Населення міста тоді становило 4 930 осіб. У червні 1782 року з'явився план Конотопа і був затверджений герб міста.
1803 року імператор Олександр І затвердив проєкт перепланування міста, який охоплював майже всю територію з передмістям. У проєкті пропонувалося розбити нові вулиці на квартали, відповідно старі вулиці мали бути випрямлені. Центр міста повинен був розміщуватися на території «городка», тобто там, де була фортеця. Через нього проходили вулиці, що виходили на шляхи до Ромен, Батурина, Глухова та Путивля. Проєкт перепланування 1803 року був виконаний частково.
1862 року внаслідок великої пожежі у Конотопі згоріло понад 300 дерев'яних будівель, а сума збитків перевищила 200 тисяч карбованців. Ця подія дала поштовх прискоренню розбудови міста.
Протягом 1868—1870 рр. була збудована Курсько-Київська залізниця, яка пройшла через Конотоп. Рух через місто було відкрито 17 грудня 1868 року. Цього ж року було збудовано залізничний вокзал, депо, головні залізничні майстерні. Тоді ж прокладено залізницю «Ворожба—Конотоп», яка з'єднала села Конотопського повіту з містом. Залізничне сполучення дало значний поштовх подальшому розвитку міста. Розширювалося новими забудовами залізничне містечко, зводились школи, магазини, лікарня.

### XX століття

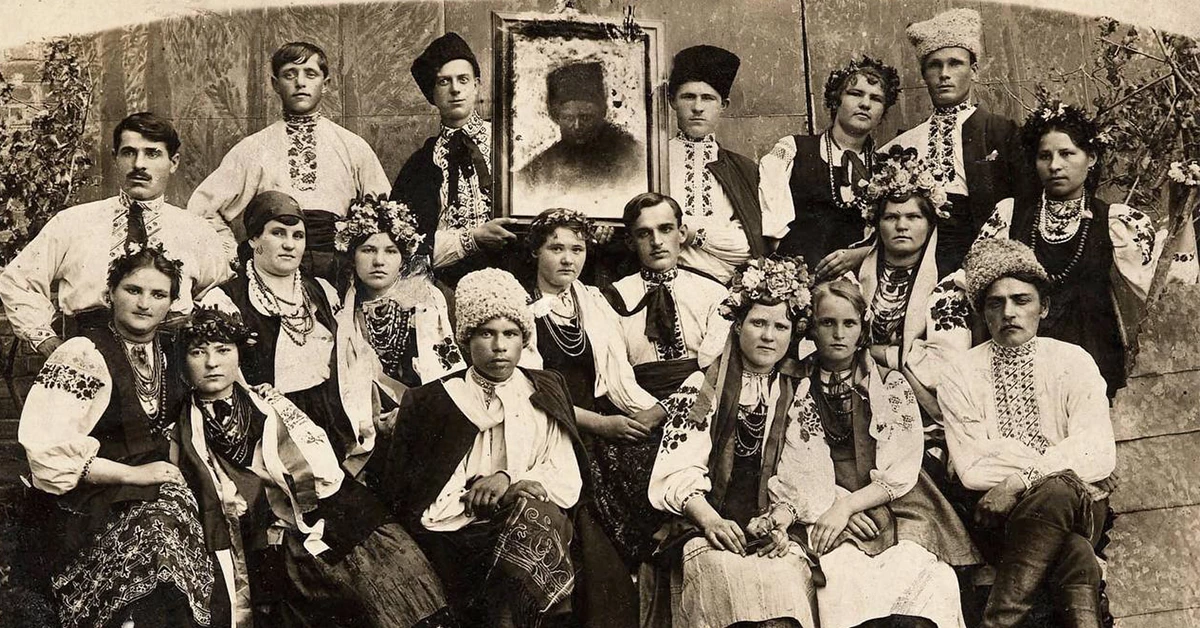
Святкування 100-ліття від дня народження Тараса Шевченка, місто Конотоп, 1914 рік

Початок XX століття у місті відзначився бурхливим культурним життям: влітку в міському парку працював театр, 1900 року з ініціативи історика та земського діяча О. Лазаревського був створений міський музей та архів при Конотопському земстві, а 1901 року почала діяти бібліотека та народний будинок тверезості.

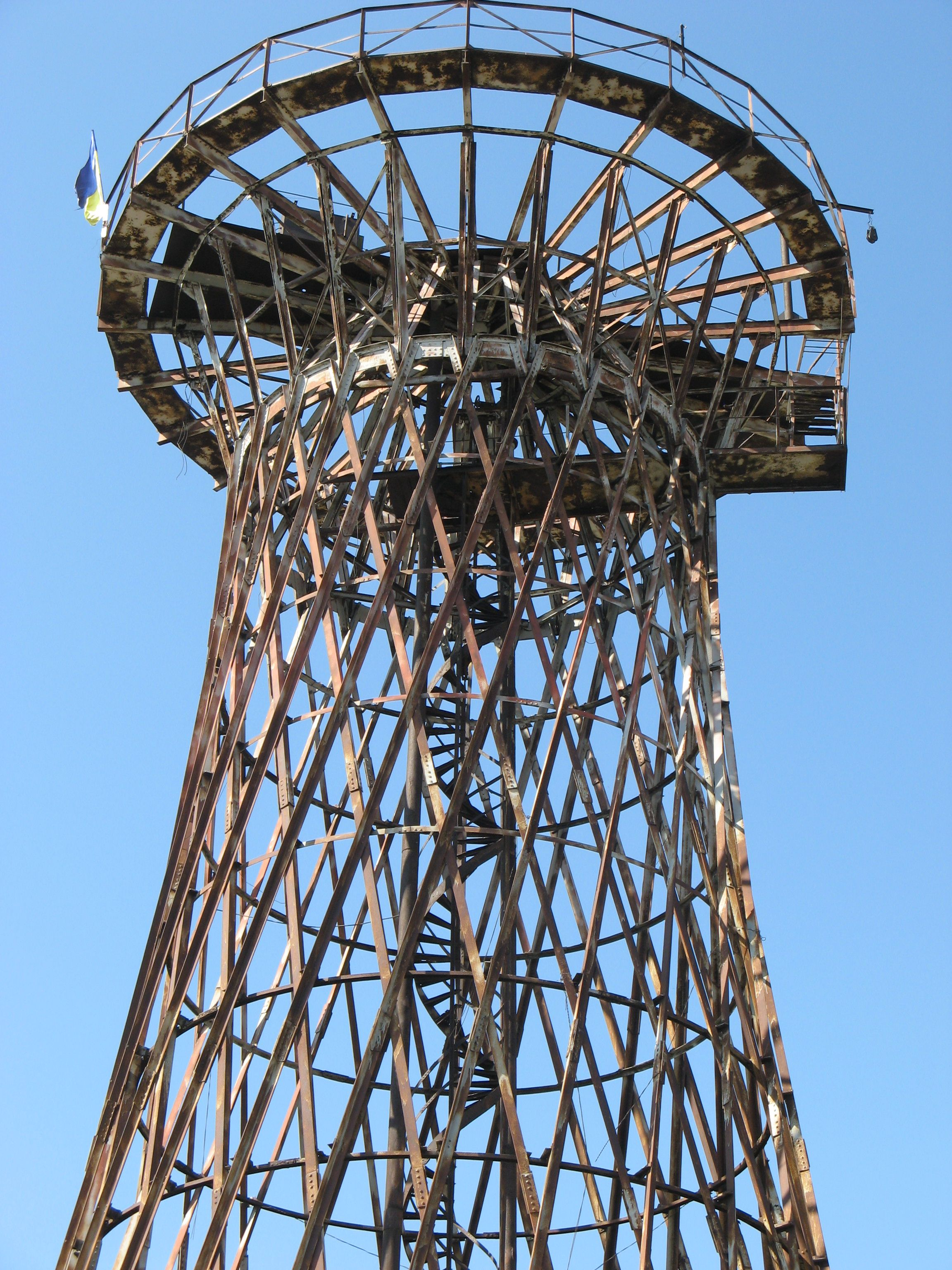
Водогінна вежа, споруджена протягом 1928—1929 рр. за проєктом Володимира Шухова

Перша світова війна лягла тягарем на плечі жителів Конотопщини. На фронт було мобілізовано майже половину дорослого чоловічого населення, а під час Української революції регіон стає ареною бойових дій військ Центральної Ради, Червоної армії, Денікіна, австро-німецьких військ. У 1918 році на Конотопському залізничному вузлі несли службу перша козацька піша стрілецька дивізія («сірожупанники»), полк ім. Дорошенка (1 200 багнетів) на чолі з курінним В. Пелещуком та сформований з місцевих добровольців Курінь смерті імені Кошового Івана Сірка під керівництвом отамана Ангела. Після завершення визвольних змагань місто опинилося під радянською окупацією.
1923 року місто стає центром двох новоутворених адміністративно-територіальних одиниць: Конотопського району та Конотопської округи. Населення міста тоді становило 29 тисяч жителів.
1932 року з утворенням перших п'ятьох областей УСРР Конотоп увійшов до складу Київської області, пізніше з 1932 до 1939 року місто було підпорядковано Чернігівській області, а після створення Сумської області в січні 1939 увійшло до її складу як райцентр обласного підпорядкування.
Під час організованого радянською владою Голодомору 1932—1933 років помер щонайменше 2471 житель міста. З церков Конотопщини було вилучено декілька пудів золотих і срібних прикрас і церковних речей на допомогу голодуючим. Під час сталінських репресій 1930-х років постраждали десятки конотопців і жителів навколишніх сіл.

#### Друга світова війна
Через 79 днів після початку німецько-радянської війни 9 вересня 1941 року Конотоп був зайнятий німецькими військами. Надалі в Конотопському районі було встановлено військове управління, що здійснювалося місцевою комендатурою. Протягом німецької окупації загинуло понад 3 800 осіб, 30 тисяч військовополонених та мирних мешканців Конотопа були розстріляні.
Наприкінці серпня 1941 був створений Конотопський партизанський загін.

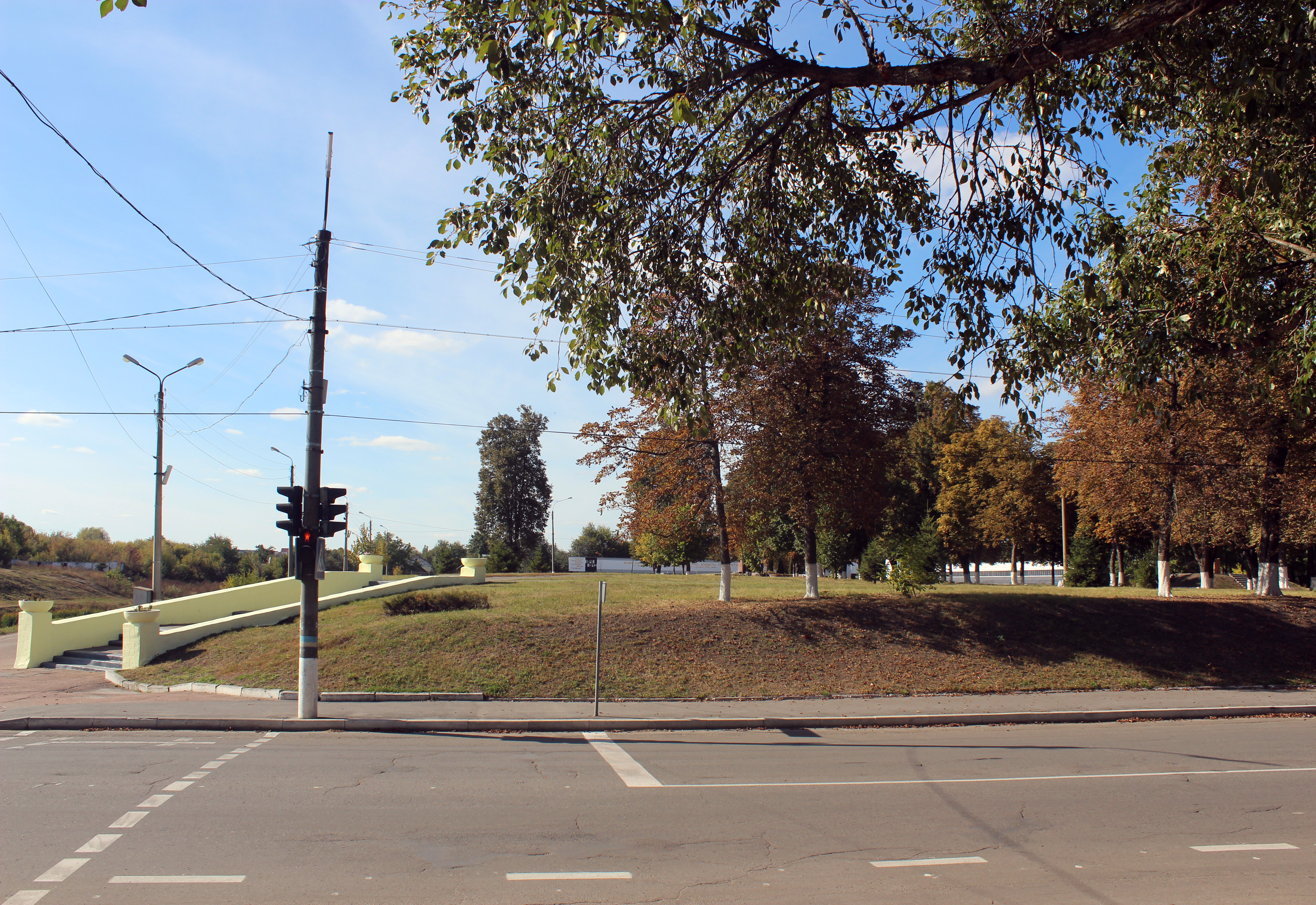
Вхід до меморіалу слави з боку міської гімназії

У ніч з 5 на 6 вересня 1943 року передові частини РСЧА вступили до міста з боку Загребелля і Сарнавщини, просуваючись до центру міста. О 16:30 цього дня радянські війська повністю зайняли місто.

#### Повоєнний час
Після звільнення міста та району у вересні 1943 року розпочалася відбудова народного господарства та будівництво. У грудні 1949 року в місті шляхом народного будівництва пущений трамвай. 1967 року відкритий Конотопський міський меморіальний комплекс Великої Вітчизняної війни та побудована Конотопська дитяча залізниця, яка, втім, у 70-х роках була розібрана та вивезена з міста та згодом не відновлювалась. 1972 року почав працювати завод з виробництва поршнів, а 1973 року — арматурний завод. 1974 року збудовані корпус технікуму транспортного будівництва та Будинок культури КВРЗ.

### Доба незалежності
Наявний вигляд міста сформувався внаслідок повоєнної забудови та будівництва в 70—80 роках XX сторіччя.
2008 року було облаштовано та урочисто відкрито Конотопський бульвар у середмісті разом із декоративною скульптурою коня, що є неофіційним символом міста.

### Російсько-українська війна
Конотоп прийняв на себе удар у перший день російського вторгнення 2022 року — 24 лютого, близько о 18-й годині, змішана колона до 300 одиниць російської техніки наблизилась до міста, вступивши в бій із підрозділами Збройних сил України, які затримали просування ворога.
25 лютого о 3:35 ранку місто було взяте російською армією в облогу. Сухопутні війська повідомили, що російські сили, які оточили місто, були погано забезпечені та зупинилися. Проте пізніше того дня українські сили таки втратили контроль над містом. У ніч з 26 на 27 лютого російські окупанти почали облаштовувати блокпости на околицях міста.
2 березня орієнтовно об 11-й годині військові РФ вимагали в місцевої влади передати місто під їхній контроль під погрозами артилерійського обстрілу. Українська сторона відкинула ультиматум, повідомивши про готовність містян чинити опір, після чого окупанти відійшли за межі міста.
Протягом усього березня Конотоп перебував в оточенні, а прилеглі населені пункти контролювалися та постійно обстрілювалися російськими військовими. З 1 по 4 квітня відбувалося накопичення російських військових у сусідніх населених пунктах, але вже за декілька днів окупанти залишили Сумщину, а їхні підрозділи, що залишилися, було зачищено.
2023 року в рамках подальшої декомунізації та дерусифікації міська рада відзначилася перейменуванням міських вулиць, зокрема на честь живих людей. Так, вулицю на честь російського письменника Тургенєва було замінено на Валерія Залужного, дві вулиці отримали назви Остравська та Даніеля Моріса (на честь чеської Острави та представника міської влади, які як гуманітарну допомогу поставили Конотопу 10 уживаних автобусів), вулицю Красногірську з історичною назвою XVIII ст. було перейменовано на Варшавську. Ініціатива викликала неоднозначну оцінку, оскільки її обговорення відбувалося виключно в інтернеті та без участі місцевих жителів.

## Символіка

Перший герб Конотопа, затверджений 4 липня 1782 року

Офіційними символами Конотопа є герб і прапор міста, що були затверджені 5 квітня 2001 року рішенням XVIII сесії міської ради XXIII скликання. Герб являє собою геральдичний щит французької форми (чотирикутний, загострений до низу). У червоному полі знаходиться золотий козацький хрест, під ним — рогатий півмісяць із ріжками вгору, а вгорі — шестипроменева зірка. Прапор міста являє собою стяг золотого кольору, посередині якого розміщений міський герб.
Перша згадка про міські символи сягає козацьких часів. Перший офіційний герб Конотопа, що практично не відрізняється від сучасного, було затверджено 4 липня 1782 року, причому він значною мірою перейняв вигляд печаток міста. Після становлення СРСР цей герб було скасовано; невідомо, чи існував у радянський період інший. Лише через десять років від проголошення незалежності України міська рада повернула місту історичний герб.

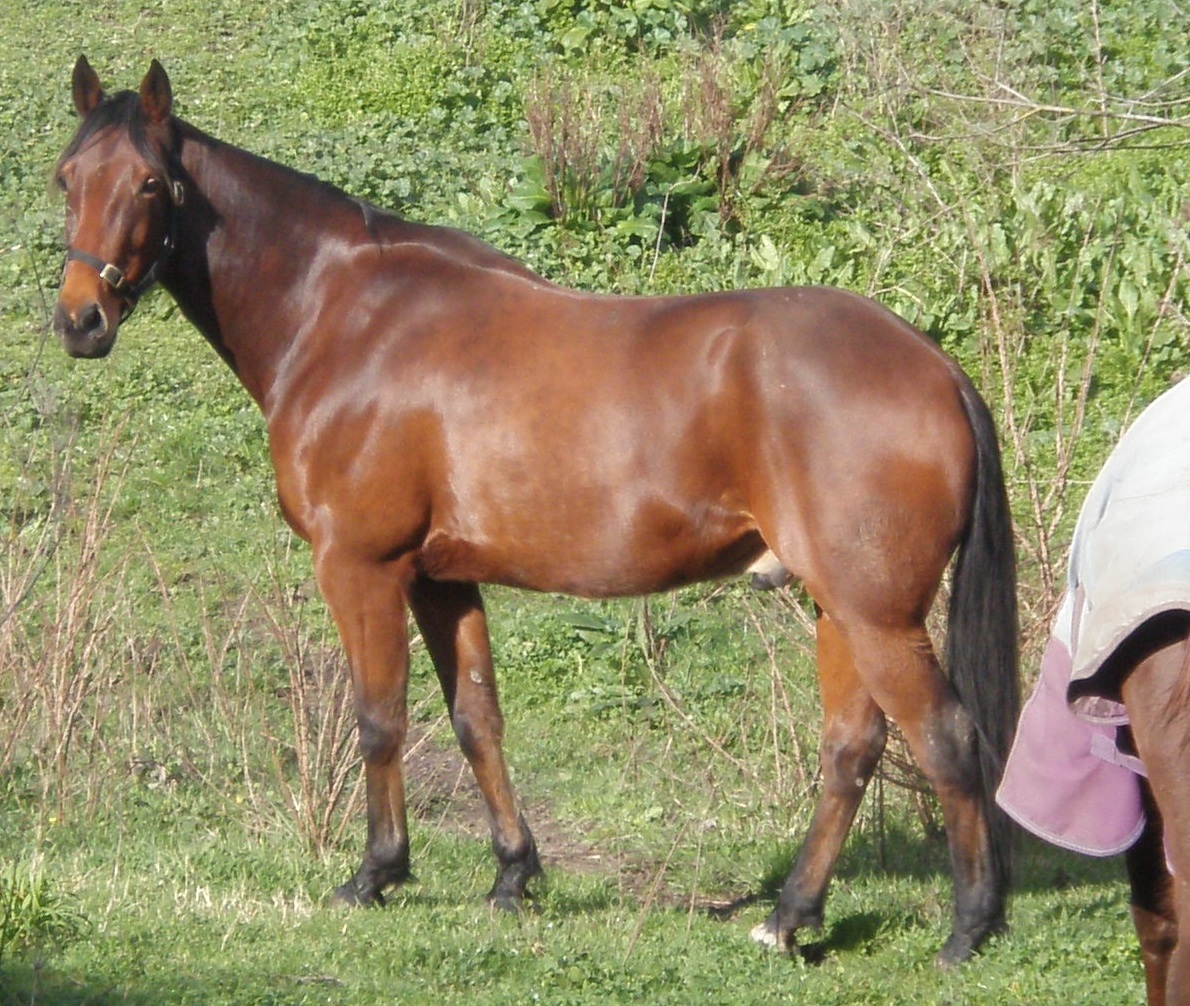
Кінь є популярним серед містян неофіційним символом Конотопа

Крім того, існує декілька неофіційних символів міста. Присутній у назві населеного пункту кінь є істотою-символом Конотопа — у центрі міста зведено монумент Коню, який є одною з міських пам'яток. Завдяки однойменному роману Григорія Квітки-Основ'яненка Конотопська відьма закріпилася в ролі міфічного персонажа-символу Конотопа. Деякі конотопці також вважають міський трамвай одним із міських символів.

## Населення

### Демографія
Примітка: Складено за узагальненими даними переписів населення з 1897 року, статистичних збірників «Чисельність наявного населення України» за 2001—2018 роки.
Щільність населення станом на 2021 рік — 1 937 осіб на кв. км. За даними статистичного збірника «Чисельність наявного населення України» 2018 року частка людей пенсійного віку серед населення міста становить близько 23,4 %; співвідношення населення чоловічої та жіночої статі становить 46/54.
Станом на 2022 рік, до повномасштабного вторгнення Росії в Україну, офіційна статистика говорить, що населення Конотопа становило близько 83 тисяч осіб. Це дані, які базуються на переписі та демографічній ситуації до початку бойових дій.

### Національний склад
Розподіл населення за національністю за даними перепису 2001 року:
| Національність  | Відсоток |
| --------------- | -------- |
| українці        | 90,05 %  |
| росіяни         | 8,31 %   |
| білоруси        | 0,38 %   |
| євреї           | 0,24 %   |
| роми            | 0,20 %   |
| інші/не вказали | 0,82 %   |

### Мовний склад
Рідна мова населення за даними перепису 2001 року:
| Мова            | Чисельність, осіб | Відсоток, % |
| --------------- | ----------------- | ----------- |
| Українська      | 78 742            | 85,89 %     |
| Російська       | 12 352            | 13,47 %     |
| Білоруська      | 84                | 0,09 %      |
| Ромська         | 49                | 0,05 %      |
| Вірменська      | 43                | 0,05 %      |
| Румунська       | 14                | 0,02 %      |
| Інші/Не вказали | 399               | 0,43 %      |
| Разом           | 91 683            | 100 %       |

## Культура

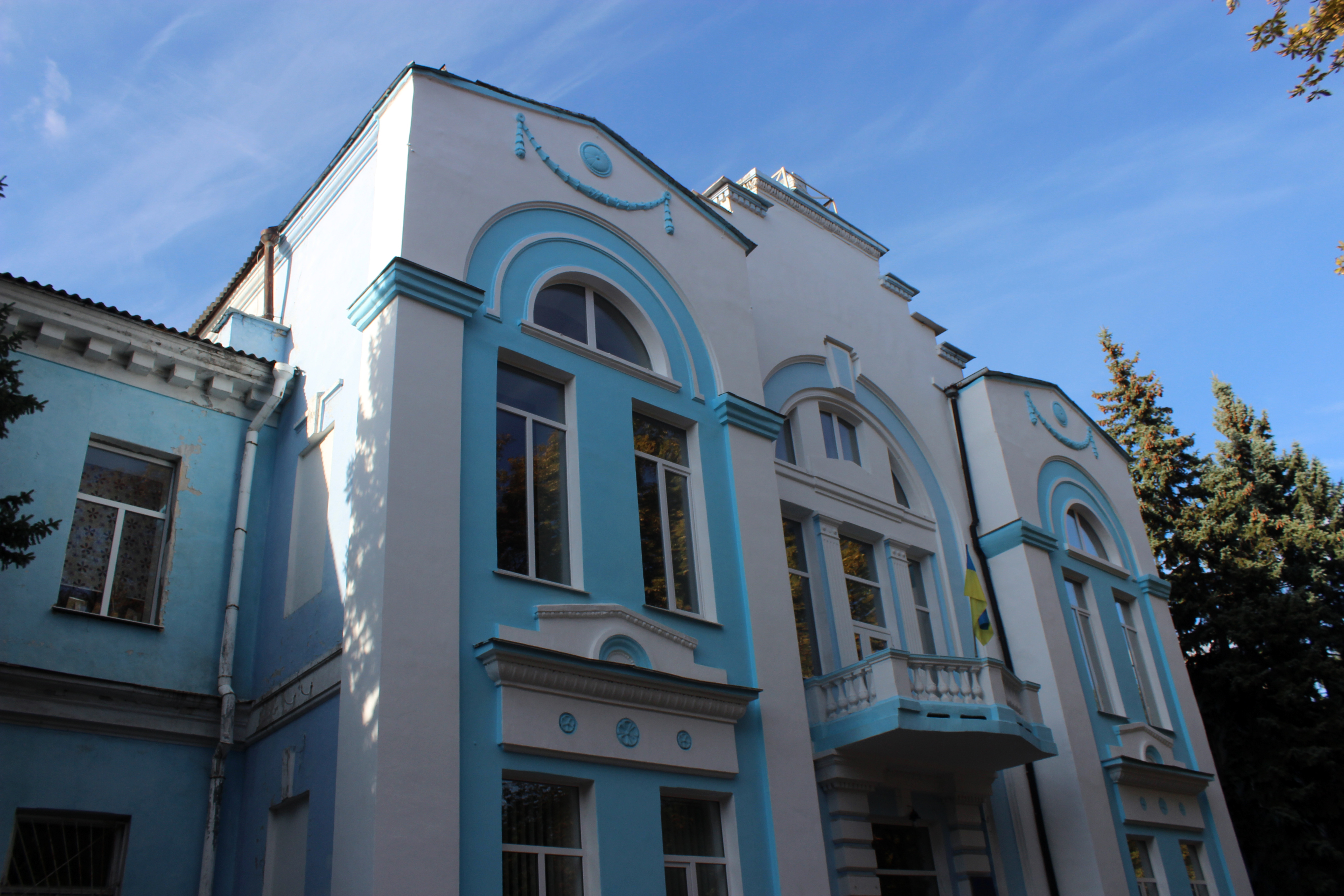
ЦДЮТ (Будинок Рад) (мур.), Конотоп, пр-т Миру, 6

Основними осередками культури міста є музеї. Станом на кінець 2018 року діють міський краєзнавчий музей, музей авіації та музей-садиба генерала Драгомирова.
Конотопська міська централізована бібліотечна система об'єднує чотири міські бібліотеки:
- центральна міська бібліотека;
- центральна дитяча бібліотека;
- міська бібліотека для дорослих;
- міська бібліотека для дітей.

За вулицею Клубною, 2 також діє опорна лінійно-технічна бібліотека станції Конотоп Південно-Західної залізниці.
Інші осередки культури:
- міський палац культури;
- два міські будинки культури;
- дві дитячі музичні школи;
- дитяча школа мистецтв;
- центр культури і дозвілля.

### Пам'ятки

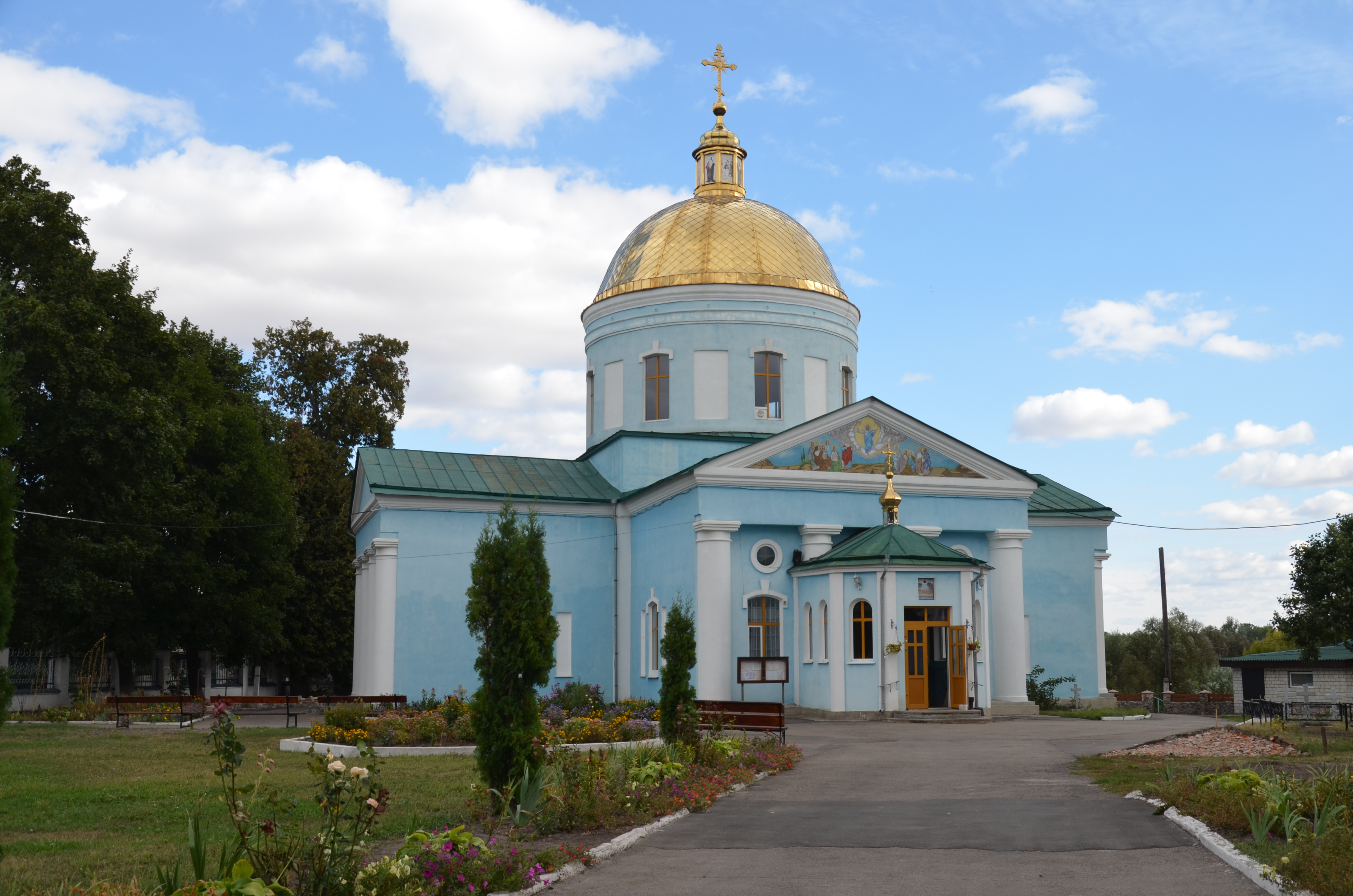
Вознесенська церква (1824—1846 рр.)

У Конотопі на обліку перебуває 11 пам'яток архітектури і 25 пам'яток історії.

#### Культові споруди
На території міста розташовані Вознесенський собор УПЦ МП — унікальна дерев'яна споруда Свято-Миколаївської церкви УПЦ МП. Обидві пам'ятки були створені в XIX сторіччі.
17 вересня 2005 єпископ Станіслав Падевський освятив костел Фатимської Божої Матері — єдиний католицький храм у місті.
25 вересня 2011 року Патріарх Філарет освятив новозбудований Собор Різдва Пресвятої Богородиці, що 2018 року перейшов до Православної церкви України.

### Пам'ятники

Пам'ятний знак Конотопської битви

У Конотопі встановлено багато пам'ятників, присвячених постатям, які пов'язані з історією та культурою міста та України; крім того, у місті також присутні меморіальні пам'ятники на честь пам'яті загиблих людей у війнах, геноцидах і катастрофах. Варто зазначити, що протягом 2014—2016 рр. внаслідок перебігу декомунізації в Україні пам'ятники всім радянським політичним діячам, зокрема й конотопського походження, були демонтовані.
У місті зведено два пам'ятники Тарасові Шевченку: 1939 року біля школи № 2 встановили перший, а 1993 року на проспекті Миру, у середмісті, відкритий більший пам'ятник Кобзареві. У місті наявні пам'ятники російському поетові О. С. Пушкіну та художникові К. С. Малевичу.
1992 року встановлено погруддя бойового генерала М. І. Драгомирову в парку його колишньої садиби (нині — музей-садиба генерала Драгомирова). 2016 року на розі вулиць Лазаревського та Генерала Тхора встановлене погруддя полководця Г. Гуляницького, що очолював оборону міста протягом Конотопської битви.
На проспекті Червоної Калини в 1989 році встановлені меморіальні плити на честь воїнів Конотопщини, які загинули в афганській війні, а 2004 року — пам'ятний знак чорнобильцям. На проспекті також розташований меморіал жертв Голодомору.
На площі Ринок височіє стела, відкрита 6 вересня 2003 року до 70-річчя вигнання Вермахту з міста, присвячена радянським 143-й стрілецькій дивізії, 280-й стрілецькій дивізії та 65-му гвардійському мінометному полку, що брали участь у взятті Конотопа.
На південному виїзді з міста у вигляді пам'ятника стоїть трактор У-2, встановлений 1986 року. 2004 року поруч із трамвайним депо відкритий пам'ятник Конотопському трамваю, що являє собою справжній вагон КТМ-55.
6 вересня 2008 року у центрі міста, на Конотопському бульварі, відкритий пам'ятник Коню. 2 липня 2013 року вандали зірвали коня з постаменту, лишивши скульптуру у розтрощеному стані лежати поруч, проте 6 вересня того ж року пам'ятник було відновлено. Крім того, 2008 року також відбулося урочисте відкриття першої експозиції міського музею авіації.
11 липня 2015 року з нагоди 356-ї річниці Конотопської битви на місці, де колись проходив мур Конотопської фортеці, встановлений пам'ятний знак. У відкритті взяли участь декілька тисяч жителів міста, керівники області, народні депутати; представники духівництва, партій націоналістичного спрямування, козацьких організацій; волонтери.
1 січня 2020 року міський голова Івано-Франківська Руслан Марцінків запропонував мерові Конотопа Артему Семеніхіну встановити у 2020 році найсхідніший в Україні (за 40 км від кордону з Росією) пам'ятник Степану Бандері у Конотопі.

### Культурні події
- Фестивалі і народні гуляння з приводу річниці Конотопської битви 1659 року — святкування тривають кілька днів. У програмі: виступи артистів, майстер-класи, святкова торгівля. Пригощають салом, влаштовують велоралі, іноді навіть привозять виставки автомобілів та військової техніки.
- Суничний фестиваль — проходить у червні в селі Малий Самбір. 2018 року до фестивалю приготували 44-метровий суничний пиріг, який потрапив до книги рекордів України. У програмі: концерти, виставки, ярмарок і перегони свиней.
- Фестиваль танцювальних колективів імені Віри Бондаренко — збирає до тисячі танцівників з усіх куточків країни.
- «День вуличної музики»[44] — музичний фестиваль збирає музикантів, які грають просто неба. Серед виконавців — представники класичної музики, року, фанку, альтернативної музики та акустичної.[45]

### Спорт
Для занять спортом у Конотопі діють два стадіони, 22 спортивні зали, басейн, стрілецький тир, чотири футбольні поля, 32 спортивні майданчики, функціонують чотири тренажерні зали.
У місті діють спортивні федерації футболу, волейболу, баскетболу, боксу, муай-тай, греко-римської боротьби, карате, тхеквондо, пауерліфтингу, стендової стрільби, картингу, мотокросу, велосипедного спорту та шахів. Крім того, у місті розвинутий аматорський паркур.
У місті працюють дві дитячо-юнацькі спортивні школи, де навчається понад 1500 дітей різного віку. Найвідоміша футбольна команда міста — «Шахтар».

## Засоби масової інформації
Журналістика в Конотопі представлена такими ЗМІ:
- Конотоп.City[47] — міське інтернет-видання, створене колективом ТОВ «Гродас» у вересні 2018 року та Агенцією розвитку локальних медіа «Або».[48]
- комунальні газети «Конотопський край», «Сільські горизонти»;
- газети різних форм власності «Факти», «Телегурман», «Конотоп-Данкор» «Лебн» («Життя»)[49];
- телерадіокомпанія «Вежа», радіо РПЛ «Мелодія», дитячий телевізійний канал «Кон-Такт»[50].

Станом на січень 2012 в Конотопській міській організації НСЖУ на обліку 68 членів НСЖУ, зокрема 11 ветеранів (пенсіонерів). Близько 20 спілчан працюють професійно у місцевих ЗМІ, є спеціалістами по зв'язках з громадськістю, інші — у різних установах, але є громадськими кореспондентами газет і телестудій. У рамках організації 1995 року створений осередок «Медіа-Кон+», який сприяв випуску колективних поетичних збірок «Поетичний край» (1994), «Місто кохане — мій Конотоп» (1998). У 2007 році вийшла друком книга «На двох XX (іксах) століть», до якої увійшли матеріали кількох поколінь журналістів про історію газети «Конотопський край» за 90 років. Того ж року побачила світ четверта поетична збірка ветерана журналістики Олександра Осташки — автора віршів, що увійшли до збірок «Жага глибинних проростань» (2000), «Кремінь серця» (2002) «Нині» (2004) і чергова — «На підмурівку правди». Видано дві поетичні збірки і книжка «Конотопщина ти моя мила», де зібрано найкращі твори Миколи Матвійчука про природу рідного краю, що друкувалися у періодиці протягом 40 років.
У співавторстві з настоятелем Свято-Миколаївської церкви отцем О. Дупою член НСЖУ Зоя Шалівська опублікували окремим виданням історичну розповідь про Підлипненську парафію під заголовком «Відроджена святиня». З. Шалівська є активною дописувачкою до газет «Україна молода», «Голос Просвіти».
Журналіст Ігор Лисий видав нариси про земляків збіркою «Літературні зорі Конотопщини».
Міська організація НСЖУ з газетою «Факти» завершила спільний проєкт видання книги «Історія, яка поруч» — нариси про лауреатів премії ім. О. М. Лазаревського, що запроваджена міською радою 1998 року для визначення достойників за особистий внесок у розвиток національної культури, пропаганду найкращих національних традицій і сприяння соціально-економічному розвитку Конотопа.

### FM-радіостанції
На території міста станом на 2023-й рік у межах радіочастот FM-діапазону мовили 7 всеукраїнських і регіональних радіостанцій
| №п/п | Частота, МГц | Назва                                     | Потужність, кВт | Адреса вежі            | Передавач |
| ---- | ------------ | ----------------------------------------- | --------------- | ---------------------- | --------- |
| 1    | 88.5         | «Best FM» (план)                          | 0,25            | вул. Віктора Деняка, 5 |           |
| 2    | 100.7        | Radio NV                                  | 0,1             | вул. Віктора Деняка, 5 |           |
| 3    | 101.1        | Хіт FM                                    | 0,1             | вул. Амосова, 4        |           |
| 4    | 103.9        | Перше Конотопське Радіо                   | 0,1             | вул. Садова, 102       |           |
| 5    | 104.6        | Українське радіо / Українське радіо. Суми | 0,25            | вул. Садова, 102       |           |
| 6    | 106.2        | Експрес Радіо                             | 0,1             | вул. Віктора Деняка, 5 |           |
| 7    | 107.2        | Radio Relax                               | 0,1             | вул. Віктора Деняка, 5 |           |

## Транспорт

### Міський

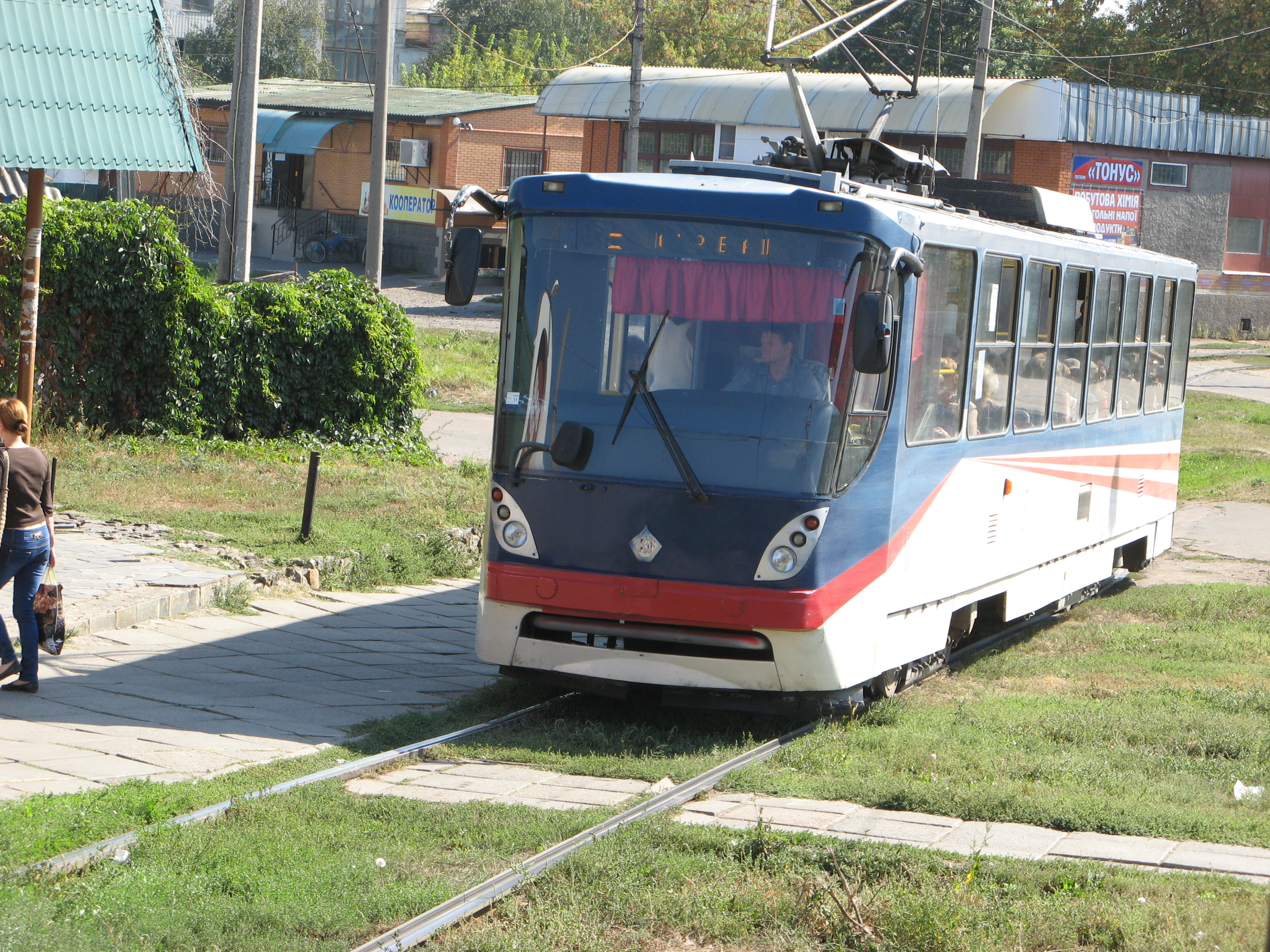
Трамвай K-1 на вулицях міста

Основними видами міського громадського транспорту в Конотопі є трамвай і маршрутні таксі. У місті діють три трамвайні маршрути та близько 20 маршрутів маршрутного таксі. Трамвайні перевезення коштують 8 ₴ для дорослих і 5 ₴ для школярів, їх забезпечує КП «Конотопське транспортне управління», що підпорядковане місту. Вартість одноразового проїзду маршруткою становить 15 ₴. Перевезення пасажирів на всіх маршрутах таксі забезпечують приватні перевізники.
18 січня 2017 року власники маршрутних таксі повідомили владу міста про необхідність підняття плати за проїзд з 3 до 6 ₴ і попередили про страйк 21 січня. Зазначеного дня маршрутні таксі не вийшли на рейси, натомість трамваї за ініціативи міської влади діяли в посиленому режимі. 23 січня біля будівлі міської ради відбулися два мітинги: один — водіїв маршрутних таксі, інший — противників підвищення тарифів. Того ж дня мер Артем Семеніхін розірвав усі договори з перевізниками. 24 січня мерія розпочала укладати нові договори за умов плати за проїзд 2,50 ₴. Станом на грудень 2018 року проїзд маршрутними таксі міста коштував 5,50 ₴.
У листопаді 2022 року, на фоні відключень електроенергії внаслідок масованих російських ракетних атак на інфраструктуру, що унеможливили експлуатацію міського трамваю, влада чеської Острави передала Конотопу чотири автобуси Solaris Urbino 10 і три автобуси Solaris Urbino 12 із міського автопарку, які 14 грудня вийшли на маршрути. Також Варшава передала Конотопу два автобуси Solaris Urbino 18 із власного автопарку.

### Міжміський
У місті діє автовокзал, який є центром міжміського та приміського автобусного сполучення. Звідти курсують автобуси в навколишні села та міста (Кролевець, Бахмач, Шостка, Ромни, Суми, Чернігів, Полтава, Харків).

### Залізничний

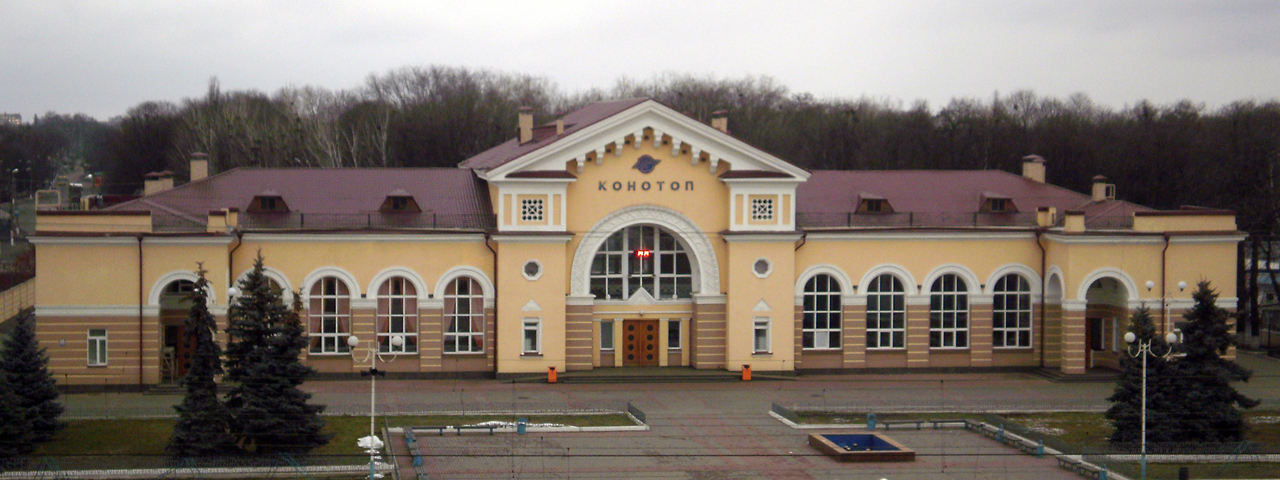
Залізничний вокзал станції «Конотоп»

Залізничний рух через місто розпочався 1868 року, тоді ж були побудовані перший вокзал і головні залізничні майстерні. Нині Конотоп (код станції: 327400) — головна станція Конотопської дирекції Південно-Західної залізниці, має міжміський і приміський вокзали.
Конотоп — важливий залізничний вузол, що забезпечує вантажні та пасажирські перевезення в семи напрямках: Московському, Київському, Харківському, Гомельському, Курському, Полтавському, Вітебському. Залізничні шляхи мають три напрями: на Бахмач, Хутір-Михайлівський і Ворожбу.
Крім головної станції в межах міста також існує зупинний пункт Залізобетонний.

### Вулиці
Сьогодні в Конотопі існує понад 400 вулиць, провулків, проспектів, площ. Основними транспортними магістралями міста є проспект Миру, проспект Червоної Калини, вулиця Успенсько-Троїцька, вулиця Братів Лузанів, вулиця Клубна, проспект Степана Бандери, вулиця Богдана Хмельницького, вулиця Вирівська.

## Освіта

### Середня освіта

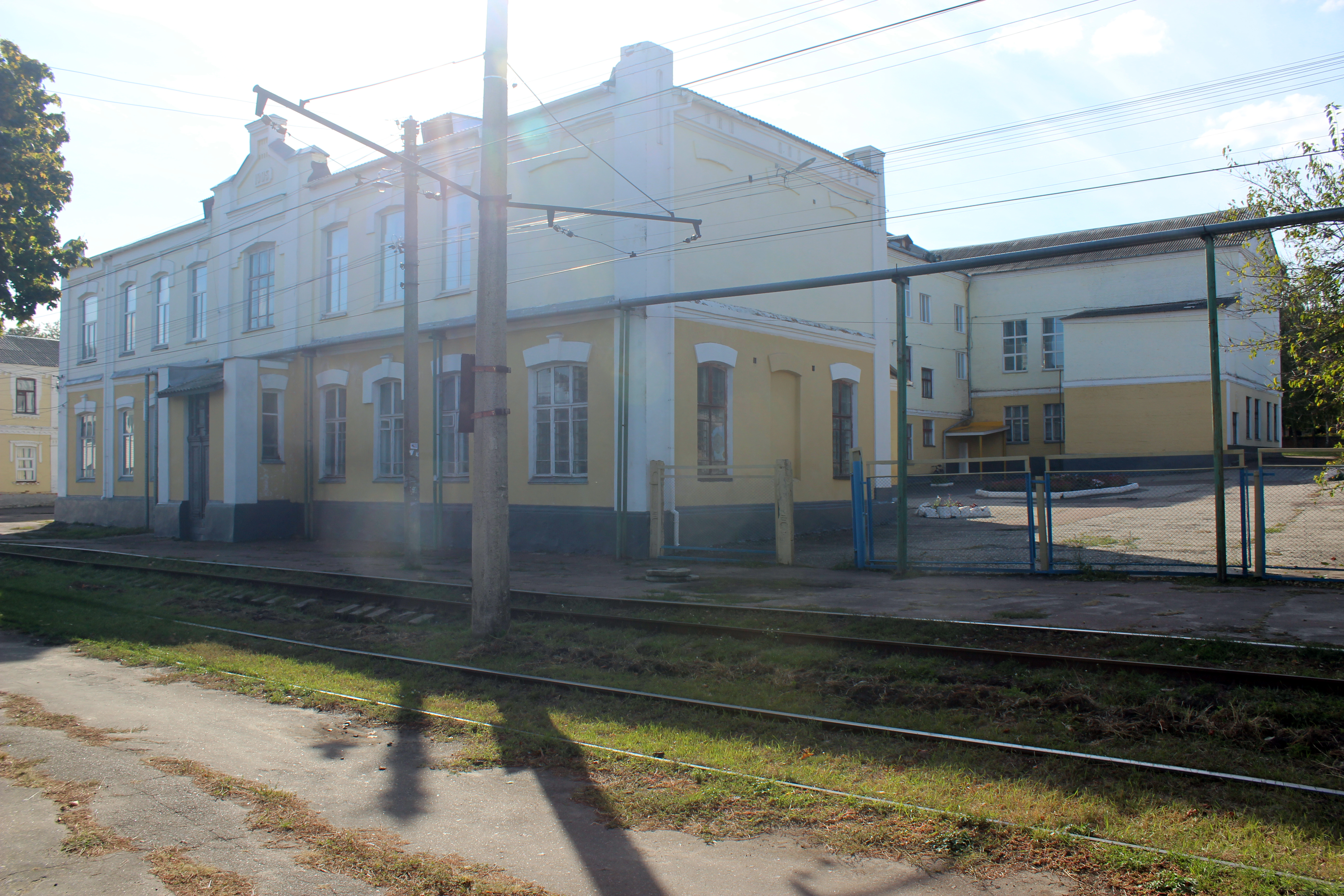
Школа № 2, Конотоп, вул. Виконкомівська, 12

- Конотопська гімназія
- Конотопський ліцей № 2
- Конотопський ліцей № 3
- Конотопський ліцей № 5
- Конотопська загальноосвітня школа I—III ступенів № 7 імені Григорія Гуляницького
- Конотопська спеціалізована школа I—III ступенів № 9 [Архівовано 10 грудня 2016 у Wayback Machine.]
- Конотопський ліцей № 10
- Конотопський ліцей № 11
- Конотопський ліцей № 12
- Конотопська загальноосвітня школа II—III ступенів № 13
- Конотопська загальноосвітня школа II—III ступенів № 14
- Конотопський Центр дитячо-юнацької творчості

### Вища освіта
У Конотопі функціонують 6 закладів вищої освіти та 3 заклади професійно-технічної освіти. Три заклади вищої освіти міста мають III—IV рівень акредитації, забезпечуючи підготовку за рівнями бакалавра, магістра та нижчими; усі інші — I чи II рівня акредитації — здійснюють підготовку за освітньо-кваліфікаційним рівнем молодший бакалавр.
У місті існують такі виші: Конотопський інститут СумДУ, Конотопський класичний фаховий коледж СумДУ, Конотопський індустріально-педагогічний фаховий коледж СумДУ, медичне училище; також приватні філії МАУП і Європейського університету.
Конотоп не має власного університету, хоча університети функціонують у деяких менш населених містах України. Відсутність університету в місті стимулює відтік молодого населення та негативно впливає на морально-інтелектуальну сферу міста. З цього приводу була створена інтернет-петиція до Конотопської міської ради із закликом утворити в Конотопі міський університет.

## Особистості

### Уродженці
- Агєєв Сергій Ігорович (1987—2024) — молодший лейтенант збройних сил України, учасник російсько-української війни.
- Айзенштат Григорій Ізраїльович (1939—2010) — громадський діяч, редактор газети «Лебн», почесний громадянин міста[60].
- Андрос Євгеній Іванович (1950—2019) — кандидат філософських наук, завідувач відділу філософської антропології Інституту філософії імені Г. С. Сковороди НАН України, батько письменника та екоактивіста Андроса Олега Євгенійовича, психолога Андроса Мирослава Євгенійовича.
- Анцибор Марина Миколаївна (нар. 1987) — українська лижниця, майстер спорту.
- Барабаш Юрій Григорович (нар. 1980) — український правник-конституціоналіст, представник Харківської школи конституційного права.
- Барзилович Микола Павлович (1912—1976) — артист цирку (жонглер), режисер.
- Безпалий Гнат Іванович (1887—?) — член Української Центральної Ради.
- Бернард Менінський (уродж. Менушкін) (1891—1950) — британський художник єврейського походження.
- Білан Олександр Миколайович (1979—2022) — головний сержант Збройних сил України, учасник російсько-української війни.
- Білопольський Юхим Тимофійович (1753—після 1799) — український медик, засновник військової медицини в Російській імперії.
- Бородиня Іван та Бородиня Гаврило — брати, засновники українського громадського життя в Китаї на терені Маньчжурії на початку XX ст.
- Братусь Сергій Микитович (1904—1997) — вчений-юрист, доктор юридичних наук.
- Віхніч Євген Владиславович (1990—2023) — солдат Збройних сил України, учасник російсько-української війни.
- Волонтирець Дмитро Миколайович (1979—2019) — український військовик, молодший сержант, учасник російсько-української війни.
- Гапоненко Юрій Андрійович (1967—2023) — український підприємець, молодший сержант Збройних сил України, учасник російсько-української війни.
- Горовий Руслан Володимирович (нар. 1976) — український журналіст, автор відомого проєкту «Служба розшуку дітей», Заслужений журналіст України, режисер короткометражного та документального кіно, письменник.
- Довгий Іван Григорович (1889—1937) — член Української Центральної Ради.
- Ісраель Бар-Єгуда (1895—1965) — ізраїльський політичний і державний діяч, міністр внутрішніх справ Ізраїлю, міністр транспорту Ізраїлю.
- Йоффе Семен Ісайович (1909—1991) — художник театру.
- Качура Олександр Анатолійович (нар. 1990) — український адвокат, народний депутат України IX скликання від «Слуги народу».
- Коваленко Георгій Іванович (нар. 1968) — священнослужитель Православної церкви України, колишній голова Синодального інформаційно-просвітницького відділу УПЦ МП.
- Коженко Володимир Олександрович (1982—2023) — молодший лейтенант Збройних сил України, учасник російсько-української війни.
- Коновал Олег Григорович (1982—2023) — майстер-сержант Збройних сил України, учасник російсько-української війни.
- Кривич Андрій Андрійович (1999—2018) — боєць-доброволець тактичної групи «Сапсан» ДУК «Правий Сектор», учасник російсько-української війни; почесний громадянин міста (посмертно).
- Курносов Юрій Олексійович (1924—1996) — український історик, доктор історичних наук, професор.
- Лазаревська Катерина Олександрівна (1879—1939) — українська джерелознавиця, археографка, архівістка, бібліотекарка, історикиня та палеографка.
- Мазепа Марина — українська кіноакторка, танцівниця, акробатка, хореограф, модель.
- Майданова Марина Сергіївна (нар. 1982) — українська легкоатлетка.
- Маміашвілі Михайло Геразійович (нар. 1963) — Олімпійський чемпіон 1988 року, Заслужений майстер спорту СРСР (1988), Заслужений тренер СРСР (1992).
- Маслов Олександр Михайлович (1992—2023) — солдат Збройних сил України, учасник російсько-української війни.
- Мусатов Юрій Вікторович (нар. 1981) — український художник-кераміст.
- Набока Іван Лукич (1894—?) — український військовий діяч, сотник Армії УНР. Лицар Залізного хреста УНР та Хреста Симона Петлюри.
- Ничвидюк Валентин Миколайович (1989—2017) — старший лейтенант Збройних сил України, учасник російсько-української війни.
- Оболоник Ілля Іванович (1999—2023) — старший солдат Збройних сил України, учасник російсько-української війни, який загинув у ході російського вторгнення в Україну.
- Овдієнко Іван Родіонович (1888—1951) — український актор і співак (ліричний тенор), театральний діяч, заслужений артист УРСР.
- Острянський Микола Максимович (1867—1941) — генеральний хорунжий Армії Української Держави.
- Павлов Сергій Олександрович (1991—2023) — солдат Збройних сил України, учасник російсько-української війни.
- Парпура Максим Йосипович (1763—1828) — український громадський діяч, видавець і меценат, відомий передусім як перший видавець поеми «Енеїда» І. П. Котляревського.
- Петраш Ніколо (нар. 1975) — український композитор та співак, автор багатьох відомих пісень українською та російською мовами.
- Півень Олександр Сергійович (1987—2016) — старший солдат Збройних сил України, учасник російсько-української війни.
- Піскун Іван Романович (1910—1990) — український театрознавець, театральний критик.
- Пономарьов Степан Іванович (1828—1913) — бібліограф, член-кореспондент Петербурзької академії наук, редактор першого повного зібрання творів М. Некрасова.
- Приміський Ігор Пилипович (нар. 1950) — український кінооператор.
- Пуцко Поліна (* 2006) — українська біатлоністка. Бронзова призерка Юнацьких олімпійських ігор-2024.
- Радченко Сергій Іванович (1880—1942) — український медик, гігієніст.
- Різниченко Василь Федорович (1892—1938) — український історик.
- Рогинець Олексій Анатолійович (1984—2023) — молодший лейтенант Збройних сил України, учасник російсько-української війни.
- Романчук Сергій Павлович (нар. 1944) — український географ-геоеколог, кандидат географічних наук, доцент Київського національного університету імені Тараса Шевченка.
- Сасим Олександр Іванович (1925—2012) — радянський та український лікар-хірург.
- Соколовський Олександр Олександрович (1896—1938) — український письменник-романіст.
- Сомко Надія Дмитрівна (1916—1989) — українська художниця.
- Стерлін Олександр Еммануїлович (1899—1982) — радянський авіаконструктор.
- Сур Євген Георгійович (нар. 1958) — російський доларовий мультимільйонер; відомий будівельник, бізнесмен та меценат; почесний громадянин міста.
- Сусло Михайло Миколайович (1991—2015) — солдат Збройних сил України, учасник російсько-української війни; почесний громадянин міста (посмертно).
- Уманський Яків Наумович (1908—1976) — радянський юрист, фахівець із теоретичних питань радянського державного права та суверенітету союзних республік СРСР.
- Ярешко Сергій Павлович (нар. 1960) — український художник-живописець, член Спілки художників України (1995).

### Проживали в місті
Вихідцем з Конотопа був Михайло Драгомиров (1830—1905) — письменник, публіцист, військовий діяч, герой російсько-турецької війни 1877—1878, до якого декілька разів приїздив художник Ілля Рєпін і написав з нього отамана Сірка на картині «Запорожці пишуть листа турецькому султану».
Мешканцем Конотопа був відомий діяч культури і просвіти, перекладач, професор Харківського університету Максим Парпура (1763—1828). 1798 року він видав у Санкт-Петербурзі за свої кошти «Енеїду» Івана Котляревського; цікаво, що за публікацію без дозволу Парпура був підданий критиці самого автора цього твору.
У Конотопі розпочався професійний творчий шлях українського художника-авангардиста, теоретика мистецтва, педагога Казимира Малевича (1879—1935): тут він продав свою першу картину «Місячна ніч». Сім'я Малевичів жила в місті у 1894—1895 роках. Він згадує Конотоп як місто, де було багато товстих торговок салом і часником:
|  | О славне місто Конотоп! Воно всеньке лисніло від сала. На базарах і біля станцій довгими рядовицями сиділи за столиками тітки, котрі називалися сальницями, від них пахло часником. На столиках було навалено купи найрізноманітнішого сала, вудженого і невудженого, з смачною шкіркою, лежали крильцями ковбаски, я ламав їх на шматки і їв, як їли на базарах люди. Я зростав серед цього українського сала і часнику в Конотопі. Оригінальний текст (рос.) О, славный город Конотоп! Он весь лоснился от сала. На базарах длинными рядами сидели за столиками тетки, которые назывались сальныцями, от них пахло чесноком. На столиках были навалены горы самого разнообразного сала. Копченого и некопченого, с вкусной корочкой. Лежали кольцами, колбасы, я отламывал куски и ел, как ели на базаре все люди. Я вырос в Конотопе среди сала и чеснока. |

### Працювали в місті
Із Конотопом пов'язані життя та діяльність українського історика Олександра Лазаревського (1834—1902), автора близько 450 праць з історії України другої половини XVII—XVIII століть.
Протягом десяти років тут жив і працював білоруський поет-демократ Францішек Богушевич (1840—1900).
Учителем рисування працював Олександр Емілійович Гофман (1861—1939) — художник і педагог.
Із містом пов'язана вся трудова та творча діяльність заслуженого працівника культури України Григорія Костеля (1947—2016). 1967 року він почав працювати на посаді директора Конотопського районного будинку культури, а протягом 1978—2004 рр. очолював Конотопський народний театр.
У Конотопі жив та працював український письменник, журналіст, член НСПУ Іван Пилипович Корнющенко (1936—2023).
Крім того, у Конотопі бували письменники Тарас Шевченко, Микола Гоголь, Михайло Коцюбинський, Ганна Барвінок, композитор Петро Чайковський.
- Стрілець Світлана Петрівна — учителька Конотопської спеціалізованої школи № 12, заслужений вчитель України[62].
- Товкач Валентина Михайлівна — завідувачка Конотопського дошкільного навчального закладу (ясел-садка) № 1 «Орлятко», заслужений працівник освіти України[62].

## У мистецтві
У Конотопі відбуваються події сатирико-фантастичної повісті Григорія Квітки-Основ'яненка «Конотопська відьма». За мотивами повісті знято однойменний фільм-спектакль 1987 року, стрічку режисерки Галини Шигаєвої «Відьма» 1990 року; на неї ж відсилається містичний горор «Конотопська відьма» 2024 року режисера Андрія Колесника.
У місті частково відбуваються події повісті Миколи Гоголя «Пропала грамота» та повісті Іллі Еренбурга «Надзвичайні пригоди Хуліо Хуреніто», а також оповідання Степана Давидовича Носа «Про Конотіп». Подіям Конотопської битви присвячені роман «Конотоп» Василя Кожелянка й оповідання Леоніда Полтави «Маленький дзвонар із Конотопу», а також сценарій відеогри «Козаки 3» із DLC «Дні величі».
Також Конотоп згадується у фантастичній повісті Кіра Буличова «Сто років тому вперед» та її екранізації — телефільмі «Гостя з майбутнього». Є вірш Івана Малковича «Конотоп»; згадується місто також у романі Ільфа та Петрова «12 стільців», у збірці Грицька Сірика «Під сонцем обездолених», у романі «Серпень» Володимира Худенка, в оповіданні Івана Буніна «У таку ніч», у яскраво вираженому українофобському вірші Йосипа Бродського «Щодо незалежності України», у декількох віршах Володимира Маяковського, творах Костянтина Паустовського та творах інших авторів.
Опріч того, пісня «Конотоп» присутня в альбомі «Кафе „Саквояж“» В'ячеслава Малежика; також місто згадується в пісні Михайла Щербакова «Фіалковий букет» та в пісні «Четвер» Максима Леонідова.
12—13 жовтня та 21 грудня 2017 року в місті тривали зйомки військово-історичної кінострічки «Чуже життя». Жителі міста взяли участь у масовці для кінокартини. Зйомки проводилися на території залізничної лікарні.
2018 року Руслан Горовий презентував нову книгу #КонотопЗемляЛегенд (видавництво «ТаТиШо»), видану як в аудіо-форматі, так і в друкованому вигляді. Книга являє собою збірку історій про людей і життєві ситуації, що нібито траплялися з конотопцями, хоча за словами автора місце дії не відіграє значної ролі в сюжеті.
У березні 2019 року Макс Кідрук випустив збірку оповідань «Заради майбутнього». Події одного з оповідань під назвою «Р61» відбуваються в Конотопі та на його околицях. Воно являє собою горор-історію, частково засновану на біографії автора, а сама назва «Р61» посилається на одну з місцевих регіональних доріг.

## Міста-побратими
- Мездра, Болгарія (2012)[4]
- Красногорівка, Донецька область (2016)[5]
- Жешув, Польща (2023)[7]
- Стрий, Львівська область (2024)[8]
- Східниця, Львівська область (2024)[9]
- Трускавець, Львівська область (2024)[10]
- Старгард, Польща (2025)[6]